# Biri Bizi Gözetliyor
Biri Bizi Gözetliyor (en español: Alguien que nos mira), este formato es la versión turca del reality show austriaco Taxi Orange, en donde un grupo de jóvenes turcos son encerrados en un edificio ubicado en Estambul y además dirigirán una compañía del taxis. Cada semana, los participantes votan a un candidato para abandonar el programa. En este país ya se han realizado 5 ediciones. Este Reality está basado en los principios básicos de Big Brother, solo que en el programa además de convivir deberán ganarse la vida manejando taxis. El programa podía verse a través de la pantalla del canal Show TV, uno de los mejores canales de entretenimiento en Turquía. La presentadora del programa es Öykü Serter quien era la única persona que podía comunicarse con los habitantes a lo largo del concurso. Los ganadores de las distintas ediciones fueron Melih Degirmenci, Edi, Kaan, Omer y Belma, quienes recibieron como premio 250.000 de Liras Turcas.
Nuri Kayis, presidente de Turquía, dijo que el programa permitía ver la vida privada de las personas en gran escala, y que al mismo tiempo violaba algunas condiciones y valores morales de la familia y de la religión musulmana. Por ejemplo, en una edición de las ediciones pasadas, un participante de 19 años tuvo relaciones sexuales con otra de las participantes, quien ya era madre de dos hijos. Lo que causó demasiado escándalo y se tuvo que cancelar el programa debido al alto grado de inmoralidad que impartía.

## Primera Edición (10/02/2001 - 19/05/2001)
- Duración: 99 Días.
- Canal de Televisión: Show TV.
- Presentador: Tan Sağtürk.
- Ganador: Melih Değirmenci.

### Los Participantes
| Número | Concursantes | Ciudad de Residencia | Ocupación | Edad | Información         |
| ------ | ------------ | -------------------- | --------- | ---- | ------------------- |
| 01     | Murat        | ?                    | ?         | ?    | Expulsado           |
| 02     | Melih        | ?                    | ?         | ?    | Ganador             |
| 03     | Tarık        | ?                    | ?         | ?    | Expulsado           |
| 04     | Melike       | ?                    | ?         | ?    | Expulsado           |
| 05     | Dilek        | ?                    | ?         | ?    | Expulsado           |
| 06     | Tayfun       | ?                    | ?         | ?    | Eliminado por BBG   |
| 06     | Demircan     | ?                    | ?         | ?    | Intruso / Expulsado |
| 07     | Berra        | ?                    | ?         | ?    | Expulsado           |
| 08     | Zeki         | ?                    | ?         | ?    | Tercer Lugar        |
| 09     | Hale         | ?                    | ?         | ?    | Expulsado           |
| 10     | Esra         | ?                    | ?         | ?    | Expulsado           |
| 11     | Eray         | ?                    | ?         | ?    | Segundo Lugar       |
| 12     | Zeynep       | ?                    | ?         | ?    | Expulsado           |
| 13     | Semih        | ?                    | ?         | ?    | Expulsado           |
| 14     | Hülya        | ?                    | ?         | ?    | Expulsado           |
| 15     | Sinan        | ?                    | ?         | ?    | Expulsado           |

## Segunda Edición (15/09/2001 - 22/12/2001)
- Duración: 99 Días.
- Canal de Televisión: Show TV.
- Presentadora: Öykü Serter.
- Ganador: Edi Bozokluoğlu.

### Los Participantes
| Número | Concursantes | Ciudad de Residencia | Ocupación | Edad | Información   |
| ------ | ------------ | -------------------- | --------- | ---- | ------------- |
| 01     | Gökhan       | ?                    | ?         | ?    | Expulsado     |
| 02     | Hacer        | ?                    | ?         | ?    | Segundo Lugar |
| 03     | Sinem        | ?                    | ?         | ?    | Expulsado     |
| 04     | Volkan       | ?                    | ?         | ?    | Expulsado     |
| 05     | Edi          | ?                    | ?         | ?    | Ganador       |
| 06     | Meltem       | ?                    | ?         | ?    | Expulsado     |
| 07     | Cüneyt       | ?                    | ?         | ?    | Expulsado     |
| 08     | Nurcan       | ?                    | ?         | ?    | Expulsado     |
| 09     | Nursen       | ?                    | ?         | ?    | Expulsado     |
| 10     | Volkan       | ?                    | ?         | ?    | Expulsado     |
| 11     | Ece          | ?                    | ?         | ?    | Expulsado     |
| 12     | Doğan        | ?                    | ?         | ?    | Expulsado     |
| 13     | Ebru         | ?                    | ?         | ?    | Expulsado     |
| 14     | Nur          | ?                    | ?         | ?    | Expulsado     |
| 15     | Ali          | ?                    | ?         | ?    | Tercer Lugar  |

## Tercera Edición (16/02/2002 - 25/05/2002)
- Duración: 99 Días.
- Canal de Televisión: Star TV.
- Presentadora: Öykü Serter.
- Ganador: Kaan İşçil.

### Los Participantes
| Número | Concursantes | Ciudad de Residencia | Ocupación | Edad | Información   |
| ------ | ------------ | -------------------- | --------- | ---- | ------------- |
| 01     | Fatih        | ?                    | ?         | ?    | Expulsado     |
| 02     | Arzu         | ?                    | ?         | ?    | Expulsado     |
| 03     | Sibel        | ?                    | ?         | ?    | Expulsado     |
| 04     | Alper        | ?                    | ?         | ?    | Segundo Lugar |
| 05     | Başak        | ?                    | ?         | ?    | Expulsado     |
| 06     | İpek         | ?                    | ?         | ?    | Expulsado     |
| 07     | Kaan         | ?                    | ?         | ?    | Ganador       |
| 08     | Bergen       | ?                    | ?         | ?    | Expulsado     |
| 09     | Umut         | ?                    | ?         | ?    | Expulsado     |
| 10     | Elif         | ?                    | ?         | ?    | Expulsado     |
| 11     | Azizcan      | ?                    | ?         | ?    | Expulsado     |
| 12     | İdil         | ?                    | ?         | ?    | Expulsado     |
| 13     | Hakan        | ?                    | ?         | ?    | Tercer Lugar  |
| 14     | Gaye         | ?                    | ?         | ?    | Expulsado     |
| 15     | Coşkun       | ?                    | ?         | ?    | Expulsado     |

## Cuarta Edición (12/10/2002 - 18/01/2003)
- Duración: 99 Días.
- Canal de Televisión: Star TV.
- Presentadora: Öykü Serter.
- Ganador: Hakan.

### Los Participantes
| Número | Concursantes | Ciudad de Residencia | Ocupación | Edad | Información            |
| ------ | ------------ | -------------------- | --------- | ---- | ---------------------- |
| 01     | Hakan        | ?                    | ?         | ?    | Ganador                |
| 02     | Tülin        | ?                    | ?         | ?    | Expulsado              |
| 03     | Bleda        | ?                    | ?         | ?    | Expulsado              |
| 04     | Sinem        | ?                    | ?         | ?    | Expulsado              |
| 05     | Özlem        | ?                    | ?         | ?    | Expulsado              |
| 06     | Murat        | ?                    | ?         | ?    | Expulsada              |
| 07     | Arzu         | ?                    | ?         | ?    | Expulsado              |
| 08     | Ali          | ?                    | ?         | ?    | Expulsado              |
| 09     | Şebnem       | ?                    | ?         | ?    | Segundo Lugar          |
| 10     | Barış        | ?                    | ?         | ?    | Expulsado              |
| 11     | Yasemin      | ?                    | ?         | ?    | Expulsado              |
| 12     | Gülçin       | ?                    | ?         | ?    | Expulsado              |
| 13     | Burak        | ?                    | ?         | ?    | Expulsado              |
| 14     | Bilge        | ?                    | ?         | ?    | Expulsado              |
| 15     | Uğur         | ?                    | ?         | ?    | Eliminado por BBG      |
| 15     | Ömer         | ?                    | ?         | ?    | Intruso / Tercer Lugar |

## Quinta Edición (22/02/2003 - 14/06/2003)
- Duración: 113 Días.
- Canal de Televisión: Star TV.
- Presentadora: Öykü Serter.
- Ganador: Viken.

### Los Participantes
| Número | Concursantes | Ciudad de Residencia | Ocupación | Edad    | Información         |
| ------ | ------------ | -------------------- | --------- | ------- | ------------------- |
| 01     | Nergis       | Bursa                | ?         | 56 años | Expulsado           |
| 02     | Ata          | Ankara               | ?         | 26 años | Eliminada           |
| 02     | Burak        | ?                    | ?         | ? años  | Intruso / Expulsado |
| 03     | Ebru         | Almanya              | ?         | 27 años | Segundo Lugar       |
| 04     | Beni         | Estambul             | ?         | 28 años | Quinto Lugar        |
| 05     | Belma        | Esmirna              | ?         | 26 años | Expulsado           |
| 06     | Alper        | Esmirna              | ?         | 27 años | Expulsado           |
| 07     | Özlem        | Almanya              | ?         | 28 años | Expulsado           |
| 08     | Erman        | Estambul             | ?         | 40 años | Expulsado           |
| 09     | Nilgün       | Eskişehir            | ?         | 30 años | Tercer Lugar        |
| 10     | Tansu        | Estambul             | ?         | 39 años | Cuarto Lugar        |
| 11     | Gamze        | Esmirna              | ?         | 25 años | Expulsado           |
| 12     | Ayhan        | Esmirna              | ?         | 25 años | Expulsado           |
| 13     | Arzu         | Ordu                 | ?         | 25 años | Expulsado           |
| 14     | Derya        | Ankara               | ?         | 30 años | Expulsado           |
| 15     | Soner        | Estambul             | ?         | 25 años | Expulsado           |
| 16     | Bahar        | Esmirna              | ?         | 25 años | Expulsado           |
| 17     | Viken        | Estambul             | ?         | 28 años | Ganador             |

## Sexta Edición (01/09/2007 - 30/11/2007)
- Duración: 91 Días.
- Canal de Televisión: Show TV.
- Presentadora: Öykü Serter.
- Ganador: Mustafa Kemal.

### Los Participantes
| Número | Concursantes     | Ciudad de Residencia | Ocupación | Edad    | Información                               |
| ------ | ---------------- | -------------------- | --------- | ------- | ----------------------------------------- |
| 01     | Mustafa Kemal    | Çanakkale            | ?         | 25 años | Finalista: Ganador                        |
| 02     | Ebru             | Estambul             | ?         | 27 años | 2.ª Expulsada                             |
| 03     | Volkan           | Ankara               | ?         | 26 años | 4.º Expulsado                             |
| 04     | Tuba             | Esmirna              | ?         | 26 años | 1.ª Expulsada / Regresa / 5.ª Expulsada   |
| 05     | Bikem            | Estambul             | ?         | 25 años | 12.º Expulsado / Regresa / Finalista: 2.º |
| 06     | Alkan            | Estambul             | ?         | 27 años | 10.º Expulsado / Regresa / Finalista: 3º  |
| 07     | İmran            | Estambul             | ?         | 24 años | 3ª Expulsada / Regresa / 5ª Expulsada     |
| 08     | Cankan           | Esmirna              | ?         | 25 años | 13º Expulsado / Regresa / Finalista: 5º   |
| 09     | Kivanç           | Estambul             | ?         | 21 años | 6º Expulsado                              |
| 10     | Berrin           | Adana                | ?         | 26 años | 8º Expulsado                              |
| 11     | Gaye             | Ankara               | ?         | 19 años | 9º Expulsada / Regresa /Finalista: 4º     |
| 12     | Aynur            | Esmirna              | ?         | 25 años | Expulsado                                 |
| 13     | Özlem            | Estambul             | ?         | 27 años | 11.º Expulsado                            |
| 14     | Mustafa Taşkıran | Aydın                | ?         | 23 años | Intruso / 8º Expulsado                    |
| 15     | Okan             | Estambul             | ?         | 22 años | Intruso / Expulsado                       |

## Otros Países
- Austria: Taxi Orange
- Chipre (Comunidad Turca): Biri Sizi Gözetliyor